# Influenza spagnola

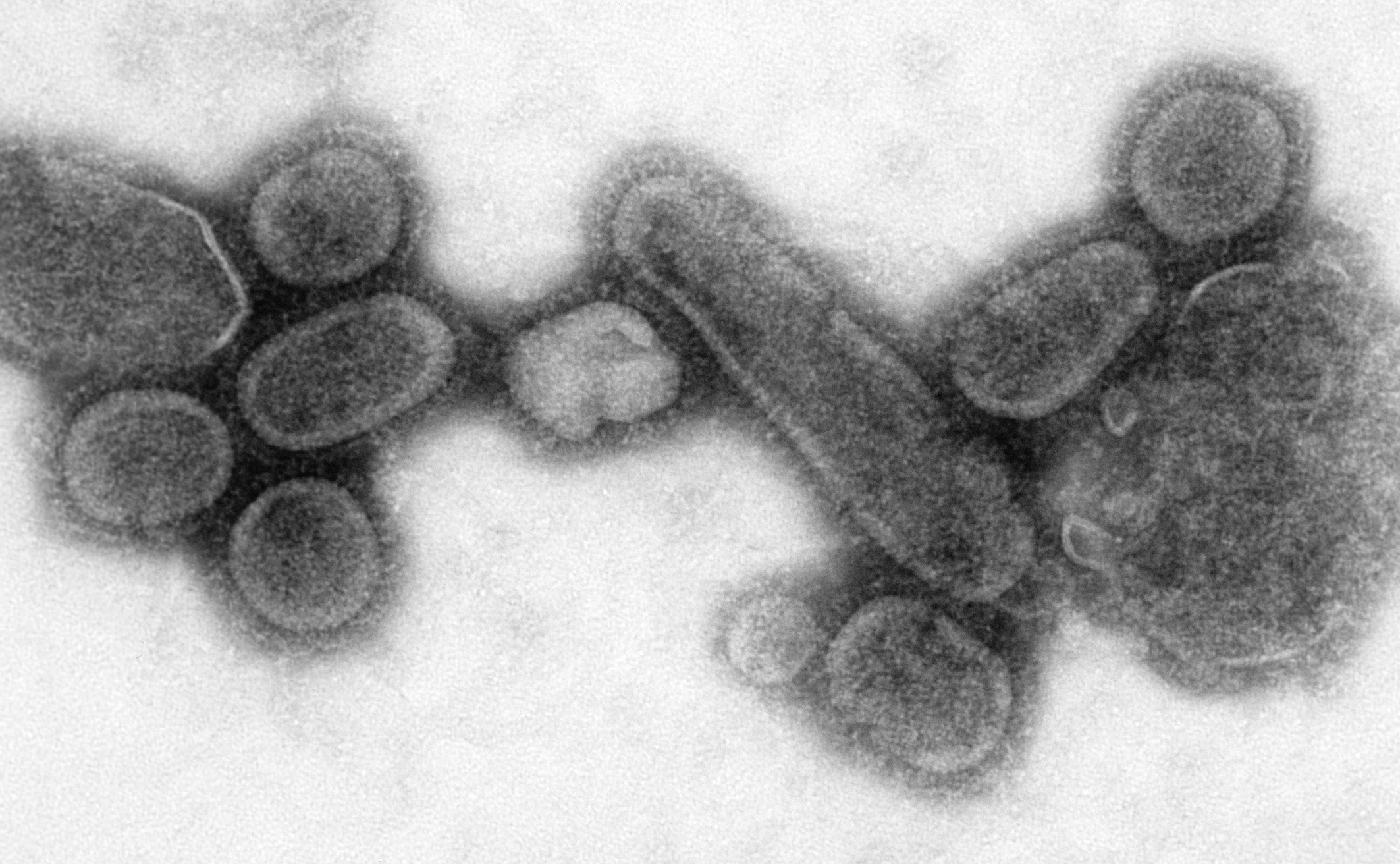
Immagine al microscopio elettronico del virus dell'influenza A sottotipo H1N1 (ricreato in laboratorio)

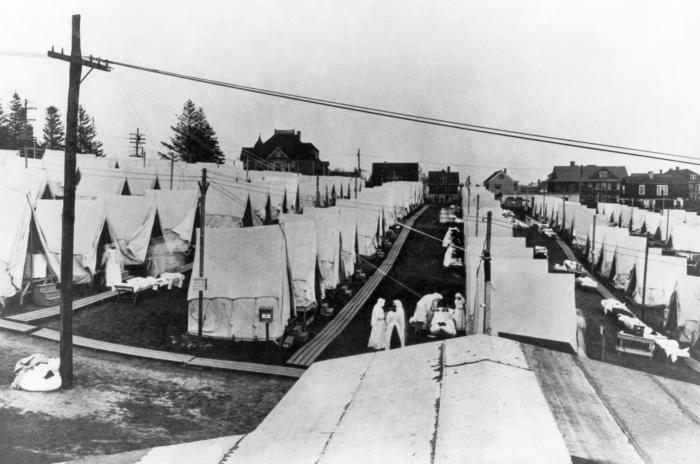
29 maggio 1919, Massachusetts. Come in tutti i paesi, anche qui, in seguito al riempirsi degli ospedali, si fecero costruire ospedali da campo per sopperire alle esigenze dei malati

L'influenza spagnola, conosciuta anche come la spagnola o la grande influenza, fu una pandemia influenzale di natura virale e insolitamente mortale, che fra il 1918 e il 1920 uccise dalle decine al centinaio di milioni di persone nel mondo.
All'influenza fu dato il nome di "spagnola" poiché la sua esistenza fu riportata dapprima soltanto dai giornali spagnoli: la Spagna non era coinvolta nella prima guerra mondiale e la sua stampa era soggetta a una censura assai minore rispetto a quella dei paesi coinvolti direttamente nella guerra; mentre nei paesi belligeranti la rapida diffusione della malattia fu nascosta dai mezzi d'informazione, che tendevano a parlarne come di un'epidemia circoscritta alla Spagna (dove venne colpito anche il re Alfonso XIII). È conosciuta con questo nome (gripe española) anche in lingua spagnola. I dati storici ed epidemiologici sono inadeguati per identificare la vera origine geografica della pandemia.
Fu la prima delle pandemie del XX secolo che coinvolgono il virus dell'influenza H1N1. Arrivò a infettare circa 500 milioni di persone in tutto il mondo, inclusi alcuni abitanti di remote isole dell'Oceano Pacifico e del Mar Glaciale Artico, provocando il decesso di 50 milioni di persone su una popolazione mondiale di circa 2 miliardi. La mortalità totale le valse la definizione di più grave forma di pandemia della storia dell'umanità. Ha infatti causato più vittime della terribile peste nera del XIV secolo, che pur avendo un tasso di mortalità più alto (≈ 30%) si riferiva a una popolazione mondiale che nel XIV secolo era nettamente inferiore rispetto a quella degli inizi del XX secolo.
La malattia ridusse notevolmente l'aspettativa di vita dell'inizio del XX secolo che, nel primo anno dal diffondersi della pandemia, risultava diminuita di circa 12 anni. La maggior parte delle epidemie influenzali uccide quasi esclusivamente pazienti anziani o già indeboliti; al contrario, la pandemia del 1918 stroncò prevalentemente giovani adulti precedentemente sani.
Sono state formulate diverse possibili spiegazioni per l'alto tasso di mortalità di questa pandemia. Alcune ricerche suggeriscono che la variante specifica del virus avesse una natura insolitamente aggressiva. In aggiunta, ricercatori Italo-Americani dell'Harvard University hanno documentato un'estrema anomalia climatica che interessò l'Europa durante la pandemia e che causò condizioni ideali per la trasmissione e replicazione del virus, nonché aggravanti nella depressione del sistema immunitario di soldati e altre vittime esposte alle rigide temperature e pioggia incessante. Un gruppo di ricercatori, recuperando il virus dai corpi delle vittime congelate, ha scoperto che la trasfezione negli animali (particolarmente vettori aviari immobilizzati dall'anomalia climatica) causava una rapida insufficienza respiratoria progressiva e la morte attraverso una tempesta di citochine (una reazione eccessiva del sistema immunitario dell'organismo). Si è quindi ritenuto che nei giovani adulti l'elevata mortalità fosse legata alle forti reazioni immunitarie; mentre la probabilità di sopravvivenza, in alcune aree, paradossalmente sarebbe stata più elevata in soggetti con sistema immunitario più debole, come bambini e anziani.
Una volta ritrovato e ricostruito il virus responsabile della Spagnola, è stato possibile studiarlo più approfonditamente, ma le proprietà che lo hanno reso così devastante non sono state ben comprese.
Studi più recenti, basati principalmente su referti medici originali del periodo della pandemia, hanno rilevato che l'infezione virale stessa non era molto più aggressiva di altre influenze precedenti, ma che le circostanze speciali (guerra, malnutrizione, campi medici e ospedali sovraffollati, scarsa igiene) contribuirono spesso anche a una conseguente superinfezione batterica nelle persone già duramente debilitate dal virus e che uccise la maggior parte degli ammalati, in genere dopo un periodo prolungato di degenza. In sostanza, in Europa, il diffondersi della pandemia fu favorito dalla concomitanza degli eventi bellici relativi alla prima guerra mondiale. Nel 1918, il conflitto durava ormai da quattro anni ed era diventato una guerra di posizione: milioni di militari vivevano quindi ammassati in trincee sui vari fronti favorendo così la diffusione del virus. Alcuni studi ritengono che l'influenza spagnola abbia avuto un'implicazione nella comparsa, negli anni '20 del XX secolo, dell'encefalite letargica.

## Eziopatogenesi
Solo alcuni anni dopo la pandemia, fu identificato il virus che la causava.
I principali sintomi dell'infezione erano simili a quelli di altre malattie influenzali:
- Insorgenza improvvisa della malattia.
- Pronunciata sensazione di malattia in tutto il corpo: mal di testa e dolori muscolari, mal di schiena, stanchezza ed esaurimento, incapacità di concentrazione, apatia, brividi.
- Tosse secca, lancinante o tosse convulsa, talvolta con grave irritazione nella zona della gola.
- Febbre, con temperatura oltre i 40 °C per un giorno o due.
- Frequenza cardiaca ridotta a 60 battiti al minuto o meno.
- Diarrea, nausea e insufficienza respiratoria acuta.
- Durata della malattia in media tre giorni, meno spesso cinque o più.
- Nei casi più gravi, la polmonite si è verificata sotto forma di polmonite primaria da virus dell'influenza o sotto forma di polmonite secondaria da superinfezioni batteriche, a volte accompagnata da febbre emorragica in rapido sviluppo e una colorazione bluastra-nera (cianosi) della pelle, risultante dalla mancanza di ossigeno.
- La morte di solito si verificava l'ottavo o il nono giorno di malattia, principalmente a causa dell'infezione batterica secondaria.

Le autopsie hanno mostrato che spesso le vie aeree sono state infettate, di tanto in tanto il mediastino. L'infiammazione è stata principalmente riscontrata nei lobi inferiori dei polmoni, con molte cavità pleuriche allargate. La milza era spesso ingrossata. Il fegato era ingrossato meno frequentemente e con i reni a volte mostrava danni. Spesso erano infiammate anche le meningi.
I sopravvissuti sono stati spesso contrassegnati da grave affaticamento ed esaurimento cronico per settimane, e non era raro che si manifestasse depressione. Coloro che sopravvissero alla polmonite dovettero spesso affrontare una lunga e ardua convalescenza.
A causa dell'infezione influenzale, molte persone avrebbero sofferto di disfunzioni neurologiche per il resto della loro vita, compreso un notevole aumento dei casi di encefalite letargica. Questa è una forma di infiammazione cerebrale che provoca letargia, attacchi di sonno incontrollati e un disturbo temporaneo simile alla malattia di Parkinson, in alcuni casi, Parkinsonismo postcefalitico permanente. Tuttavia, non è stata dimostrata una connessione diretta tra encefalite letargica e influenza spagnola. I campioni di tessuto esaminati nel 2003 non hanno trovato prove del virus dell'influenza.

### Il virus

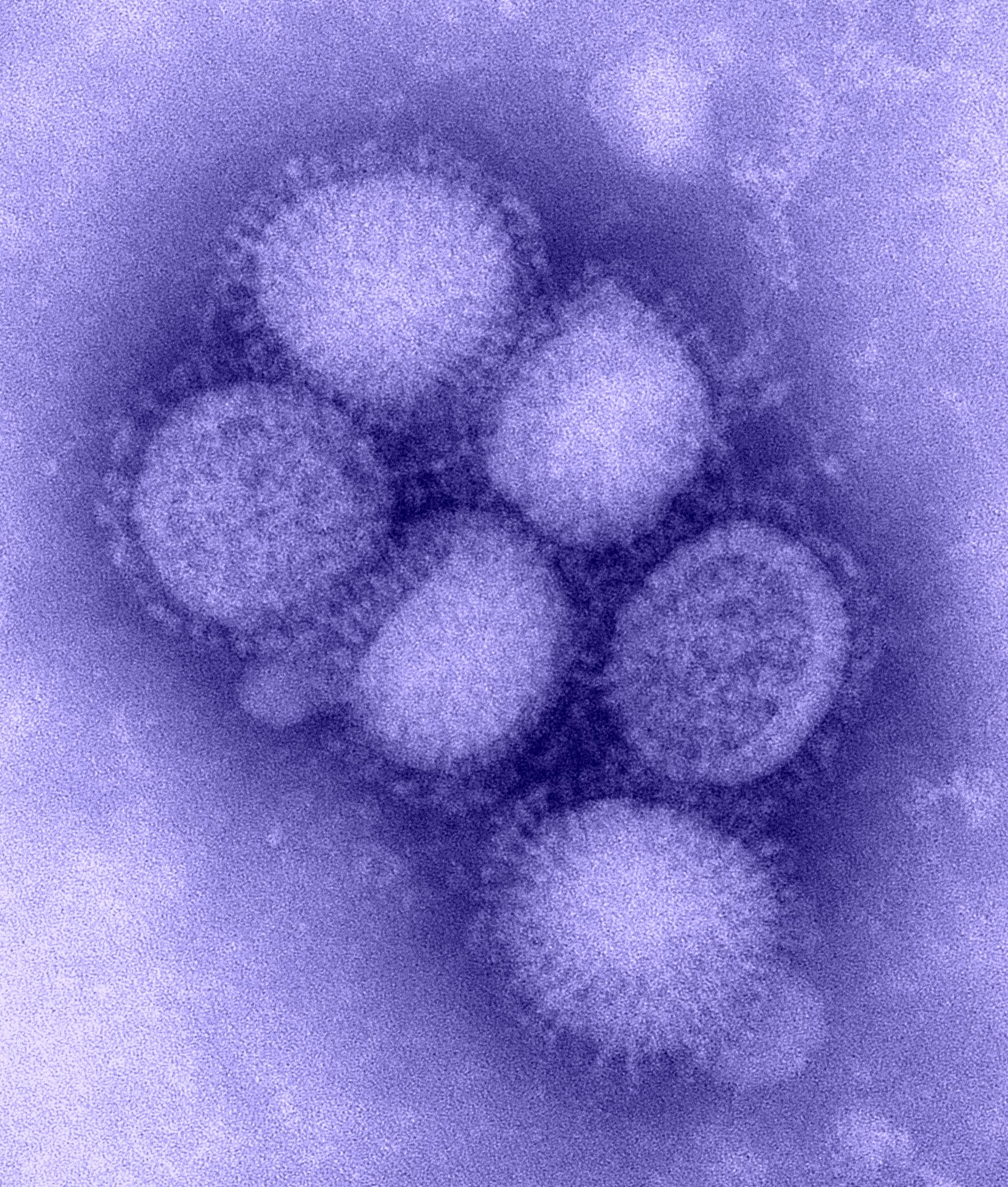
Influenzavirus A sottotipo H1N1 visto al microscopio

L’agente causale della Spagnola appartiene alla famiglia dei virus dell’influenza A, la stessa che si evolve provocando la classica influenza stagionale. Non c'è consenso universale sull'origine e patogenicità del virus. Gli studi condotti su campioni risalenti all’epoca della Spagnola avrebbero dimostrato che il virus H1N1 del 1918 non è stato originato da un riassortimento tra virus umani e animali. Il virus pandemico del 1918 avrebbe avuto origine prima del 1918, quando un virus H1 umano acquisì la neuraminidasi aviaria N1 e i geni delle proteine interne.
Tutti gli 8 segmenti genetici sarebbero derivati da un virus aviario che, compiendo un “salto di specie”, si sarebbe adattato all’uomo, acquisendo anche una eccezionale capacità di trasmettersi da persona a persona. Indagini su colture tessutali ed esperimenti su topi hanno inoltre rivelato almeno altre due caratteristiche singolari: la possibilità di replicarsi in assenza di una proteasi, che è invece normalmente richiesta per attivare l’emoagglutinina e innescare l’infezione dei tessuti in coltura, e la letalità nel topo 100 volte superiore a quella degli altri virus dell’influenza umana. Queste peculiarità contribuiscono a spiegare la straordinaria gravità della prima grande pandemia del XX secolo. Il virus H1N1 del 1918, per di più, è stato all’epoca protagonista di un altro fenomeno anomalo: contemporaneamente alla pandemia umana, esso ha cominciato a circolare e si è diffuso anche tra i maiali. Questa specie era in precedenza indenne dall’influenza.
Il lignaggio dell'H1N1 suino derivato dal virus umano della Spagnola, per riassortimento sarebbe poi riemerso nell'uomo dopo il 1922, iniziando un nuovo lignaggio H1N1 umano.
Esperimenti hanno indicato che il gene HA del virus della Spagnola ha svolto un ruolo importante nella sua gravità.

## Storia

### Ipotesi sull'origine
L'origine geografica della Spagnola è oggetto di controversia.
Lo storico Alfred W. Crosby ha sostenuto che l'influenza abbia avuto origine nello stato americano del Kansas e lo scrittore popolare John Barry gli ha fatto eco nell'indicare la contea di Haskell come punto di partenza del focolaio, sebbene già alla fine del 1917 si fosse registrata una prima ondata in almeno 14 campi militari statunitensi.
Il lavoro di ricerca condotto nel 1999 da un gruppo britannico guidato dal virologo John Oxford del St Bartholomew's Hospital e dal Royal London Hospital ha identificato il centro della pandemia influenzale del 1918 nel campo militare e ospedale di Étaples, in Francia. Alla fine del 1917 i patologi militari riportarono l'insorgenza di una nuova malattia, caratterizzata da un'alta mortalità, che in seguito riconobbero come influenza. Il campo e l'ospedale sovraffollati, impegnati a curare migliaia di soldati vittime di attacchi chimici e altre ferite di guerra, erano un luogo ideale per la diffusione di un virus respiratorio: ogni giorno vi transitavano circa 100 000 soldati. Oxford e il suo team asserirono che un virus precursore, ospitato negli uccelli, fosse riuscito a mutare, tanto da infettare i maiali che erano tenuti nei pressi del fronte.
Vi sono, tuttavia, varie ipotesi precedenti sull'origine dell'epidemia. Alcuni hanno ipotizzato che l'influenza abbia avuto origine in Asia orientale. Claude Hannoun, il principale esperto dell'epidemia per l'Istituto Pasteur, affermò che probabilmente era un virus proveniente dalla Cina e che fosse mutato negli Stati Uniti, vicino a Boston, per poi diffondersi a Brest, in Francia, nei campi di battaglia dell'Europa, utilizzando i soldati e marinai dell'Intesa come principali diffusori. Hannoun prese in considerazione altre possibili ipotesi di origine, come la Spagna, il Kansas e Brest, ma non le ritenne verosimili.
Lo scienziato Andrew Price-Smith pubblicò i dati presi dagli archivi austroungarici, suggerendo che l'influenza avesse origini precedenti, esordendo agli inizi del 1917 in Austria.
Nel 2014, lo storico Mark Humphries, del Memorial University of Newfoundland in Canada, ha evidenziato che lo studio di alcuni documenti da poco rinvenuti suggerisce che l'origine della pandemia possa essere stato uno degli eventi collaterali della guerra, la mobilitazione di 96 000 lavoratori cinesi chiamati a prestare servizio dietro le linee britanniche e francesi sul fronte occidentale. Humphries ha trovato prove archivistiche di una malattia respiratoria che avrebbe colpito la Cina settentrionale nel novembre del 1917 e che l'anno successivo fu ritenuta identica alla "spagnola" dai funzionari della sanità cinesi. Tuttavia, in un rapporto pubblicato nel 2016 sul Journal of the Chinese Medical Association non si riscontrano prove sufficienti della trasmissione in Europa del virus attraverso soldati e operai cinesi; al contrario, si evidenzia l'esistenza di prove sulla circolazione del virus entro gli eserciti europei già mesi e forse anni prima dello scoppio della pandemia del 1918.

### Diffusione

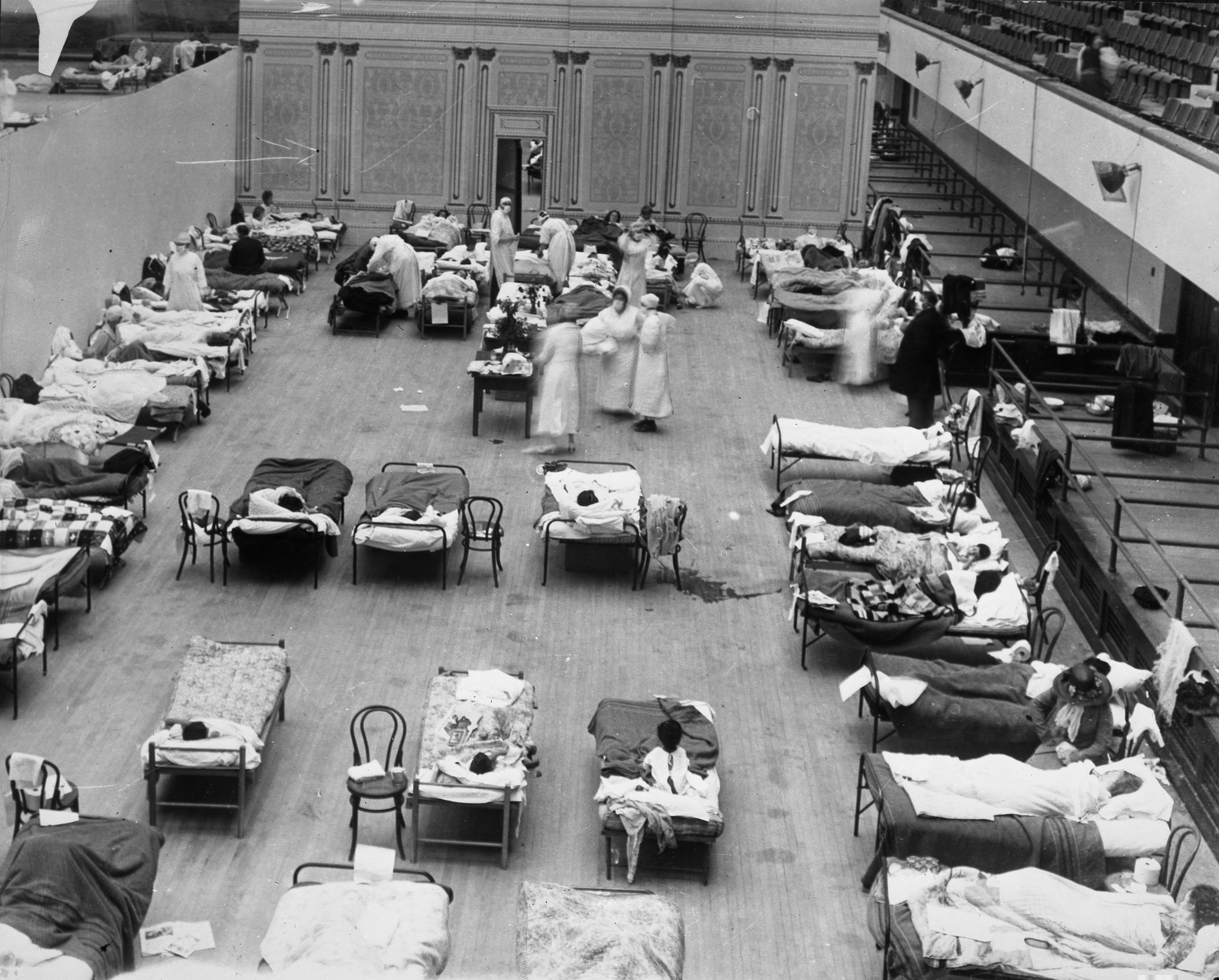
Auditorium del municipio di Oakland temporaneamente adibito ad ospedale per assistere i malati di influenza spagnola

Quando una persona infetta starnutisce o tossisce, più di mezzo milione di particelle virali possono essere diffuse nelle vicinanze. Gli alloggi sovraffollati e i massicci movimenti delle truppe impegnate nella prima guerra mondiale affrettarono la pandemia e probabilmente accelerarono la trasmissione e la mutazione del virus. Alcuni ipotizzano che il sistema immunitario dei soldati fosse fortemente indebolito dalla malnutrizione, dallo stress dei combattimenti e dalla paura degli attacchi chimici, e così essi sarebbero stati particolarmente suscettibili alla malattia.
Un ulteriore importante fattore a livello globale che favorì la propagazione della pandemia fu l'incremento dei viaggi. I moderni sistemi di trasporto resero più facile a soldati, marinai e semplici viaggiatori civili spostarsi nel mondo e diffondere inconsapevolmente la malattia.
Negli Stati Uniti, la malattia fu osservata per la prima volta nel gennaio 1918 nella contea di Haskell (Kansas), spingendo il medico locale Loring Miner ad avvertire l'U.S. Public Health Service. Il 4 marzo 1918 il cuoco Albert Gitchell si ammalò a Fort Riley, una struttura militare americana dove all'epoca si stavano addestrando truppe statunitensi destinate a combattere nella Grande Guerra; Gitchell fu la prima vittima registrata dell'influenza. In pochi giorni, 522 uomini del campo furono contagiati. Entro l'11 marzo 1918 il virus aveva raggiunto il quartiere Queens di New York. La mancata adozione di misure preventive tra marzo e aprile fu poi aspramente criticata.
Nell'agosto 1918, un ceppo più virulento apparve simultaneamente a Brest (in Francia), a Freetown (in Sierra Leone) e negli Stati Uniti, a Boston. L'influenza spagnola si diffuse anche attraverso l'Irlanda, portatavi da soldati irlandesi di ritorno dal fronte. Le potenze dell'Intesa vollero chiamarla "influenza spagnola", principalmente perché la pandemia ricevette maggiore attenzione da parte della stampa solo dopo aver raggiunto, nel novembre 1918, la Spagna: una nazione non coinvolta nel conflitto e in cui non vigeva la censura di guerra.

### Storia della scoperta e ricostruzione del virus
La gravità unica della pandemia nota come Spagnola ha sconcertato i ricercatori per decenni e ha sollevato diverse domande. Generazioni di scienziati ed esperti di sanità pubblica furono lasciati solo con le prove epidemiologiche della letalità del virus. Già nel 1951 Johan Hultin, giovane microbiologo svedese, studente in una università dello Iowa, aveva cercato, senza successo, di ricavare campioni originali del virus da cadaveri di una missione in Alaska, sepolti nel permafrost. Solo 46 anni dopo, in una nuova spedizione a proprie spese nel villaggio Brevig (72 morti di Spagnola su 80 abitanti), Hultin riuscì a riportare campioni di tessuto polmonare conservato dal permafrost, da cui il gruppo di Taubenberger e Reid isolarono il materiale genetico del virus.
Nel 2005 Tumpey, del CDC, riuscì a ricostruire il virus della Spagnola, sintetizzandolo de novo.

## Mortalità
I tipici dati epidemiologici (tasso di mortalità, letalità, attacco, eccesso di mortalità) relativi alla pandemia cosiddetta "spagnola" sono da anni oggetto di controversia scientifica e sembrerebbe improbabile che si possano mai calcolare cifre veramente accurate relative alla mortalità e letalità dell'influenza spagnola.

### Variabilità e incertezze
La pandemia si è diffusa in anni in cui gli strumenti di raccolta dati per calcoli epidemiologici e di statistica medica erano tendenzialmente incoerenti e di dubbia validità, accuratezza e solidità.
- Il ceppo virale origine dell'influenza spagnola è stato riconosciuto solo oltre una decina di anni dopo (1933)[58].
- Si sospetta che molte morti siano state provocate da cure inadeguate, se non controproducenti; in particolare uno studio del 2009 conclude che un significativo numero di decessi potrebbe essere attribuito, almeno come concausa, all'edema polmonare indotto dall'avvelenamento da aspirina[59].
- A causa della prima guerra mondiale e delle sue ripercussioni socio-economiche, le aspettative di vita per larghi settori della popolazione si erano ridotte sensibilmente[60][61].
- L'origine e la durata della pandemia sono incerte; mentre vari studi filogenetici identificano l'origine nelle influenze fatali sul fronte di guerra mesi o anni prima del 1918[56][62] e probabili precursori virali nell'influenza del 1915, la pandemia, sviluppandosi a ondate successive, pare sia durata fino al 1920[63].
- L'inusuale alto tasso di letalità età-specifico nella fascia dei 20-40 anni, nelle ondate del 1918-19, si ipotizza sia determinato da una diversa suscettibilità legata all'esposizione infantile a precedenti epidemie virali, in particolare a quelle dovute a un virus H3N8 che circolò dal 1889 al 1900, mentre l'esposizione a precedenti influenze subtipiche H1 potrebbe aver ridotto il tasso di letalità età-specifico in alcune popolazioni.
- Gli antibiotici non erano ancora stati scoperti e la mortalità per malattie respiratorie (polmoniti e tubercolosi) dipendenti da fattori diversi dalla Spagnola non era distinguibile da quella conseguenza dell'influenza[64][65].

### Stime della mortalità e del numero globale di morti
Il numero globale di morti attribuibili alla spagnola è stato stimato da molti studi, molti focalizzati sulle ondate del 1918.
Una delle prime stime, pubblicata nel 1927, concludeva che si trattava di 21,6 milioni. Nel 1991 il numero è stato corretto in 30 milioni (da 24,7 a 39,3 milioni). Mentre alcune ricerche nel 1998 stimavano il numero globale di morti attorno ai 20 milioni, calcolando anche gli anni fino al 1920, nel 2002 la stima è stata portata a 50 milioni, ipotizzando che potesse essere anche il doppio. Ricerche nel 2018 hanno fortemente ridimensionato queste cifre, concludendo che il numero di morti causati dalla spagnola sia stato di 17,4 milioni. Raccogliendo tutte le ricerche, si ha una variazione da 15 a 100 milioni del numero globale di morti. Considerando che anche la stima della popolazione mondiale in quegli anni varia da 1,8 miliardi a 2 miliardi, il tasso di mortalità globale varierebbe enormemente dallo 0,75% al 5,6%.
Un certo consenso si è trovato su stime intermedie: circa 50 milioni di morti con un tasso di mortalità del 2,5%.
Il numero globale di contagiati è stimato da alcuni attorno ai 500 milioni di persone, comportando un tasso di letalità che varia, a seconda delle stime globali del numero di morti e di contagiati, dal 2,04% al 10%.

### Casistica di mortalità per paese

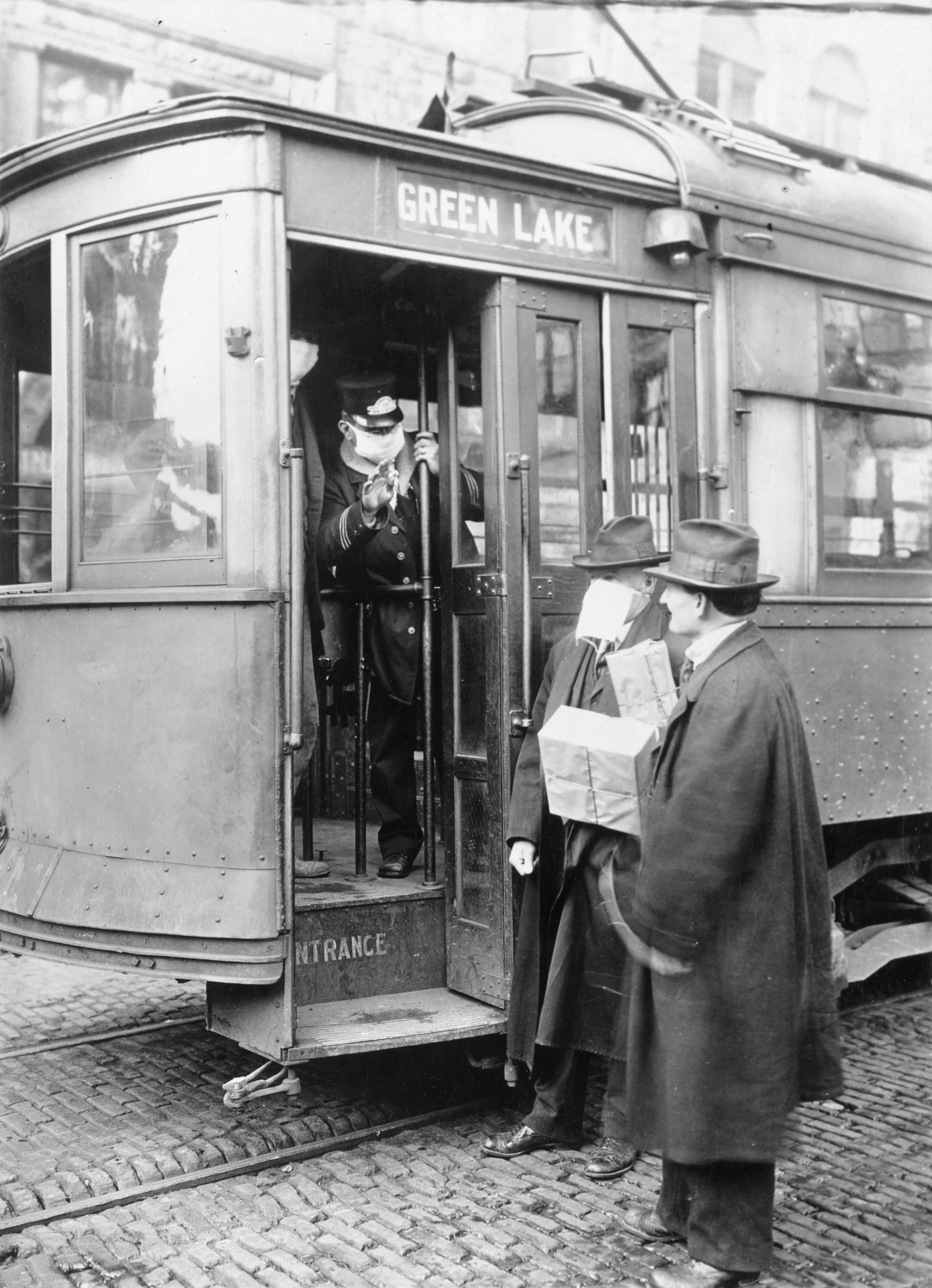
Seattle, 1918: il manovratore di un tram non accetta a bordo passeggeri sprovvisti di mascherina

Questa pandemia è stata descritta come "il più grande olocausto medico della storia" in numeri assoluti, ma non in percentuale a causa dell'aumento della popolazione nel Novecento rispetto al Trecento; ha infatti ucciso più persone della peste nera. Si dice che questa influenza abbia ucciso più persone in 24 settimane che l'AIDS in 24 anni e in un anno più di quante ne abbia uccise la peste nera in un secolo. Un articolo del 2016 afferma che la peste nera, nel corso del decennio del 1340, uccise più del 10% della popolazione mondiale, mentre la pandemia influenzale del 1918 uccise meno della metà di questa percentuale, poiché nel frattempo la popolazione mondiale era passata da 400 milioni a quasi due miliardi di individui.
La malattia ha causato decessi in ogni angolo del globo, ma i dati sul tasso di mortalità della spagnola differiscono sensibilmente tra paese e paese, anche di 40 volte. Secondo report locali, 17 milioni sarebbero morti solo nell'India Britannica (il paese più colpito), rappresentando circa il 5% della popolazione totale del paese. Il bilancio delle vittime registrate nei distretti governativi britannici sarebbe stato di 13,88 milioni. Mentre il Giappone, con 23 milioni di persone che ne furono colpite, circa il 43% della popolazione, ebbe un tasso di letalità dello 0,67%. Nelle Indie Orientali Olandesi (ora Indonesia) si presume che circa un milione e mezzo di persone siano morte tra i 30 milioni di abitanti del tempo. A Tahiti, il 13% della popolazione morì in un solo mese. Allo stesso modo, a Samoa il 22% della popolazione è deceduto nel corso di due mesi.
Nel Camerun sembrerebbe che i morti siano stati circa 250 000 persone su 561 000 (44,6%).
Anche in Iran l'impatto sarebbe stato enorme; dove, secondo una stima, tra 902 400 e 2 431 000 persone (pari a tra l'8,0% e il 21,7% della popolazione totale) non sopravvissero.
L'Impero ottomano registrò dati per circa 150 000 morti. La capitale Istanbul fu uno dei principali epicentri dell'epidemia: la città contò dai 6 403 ai 10 000 morti avendo un tasso di mortalità di almeno 0,56%.

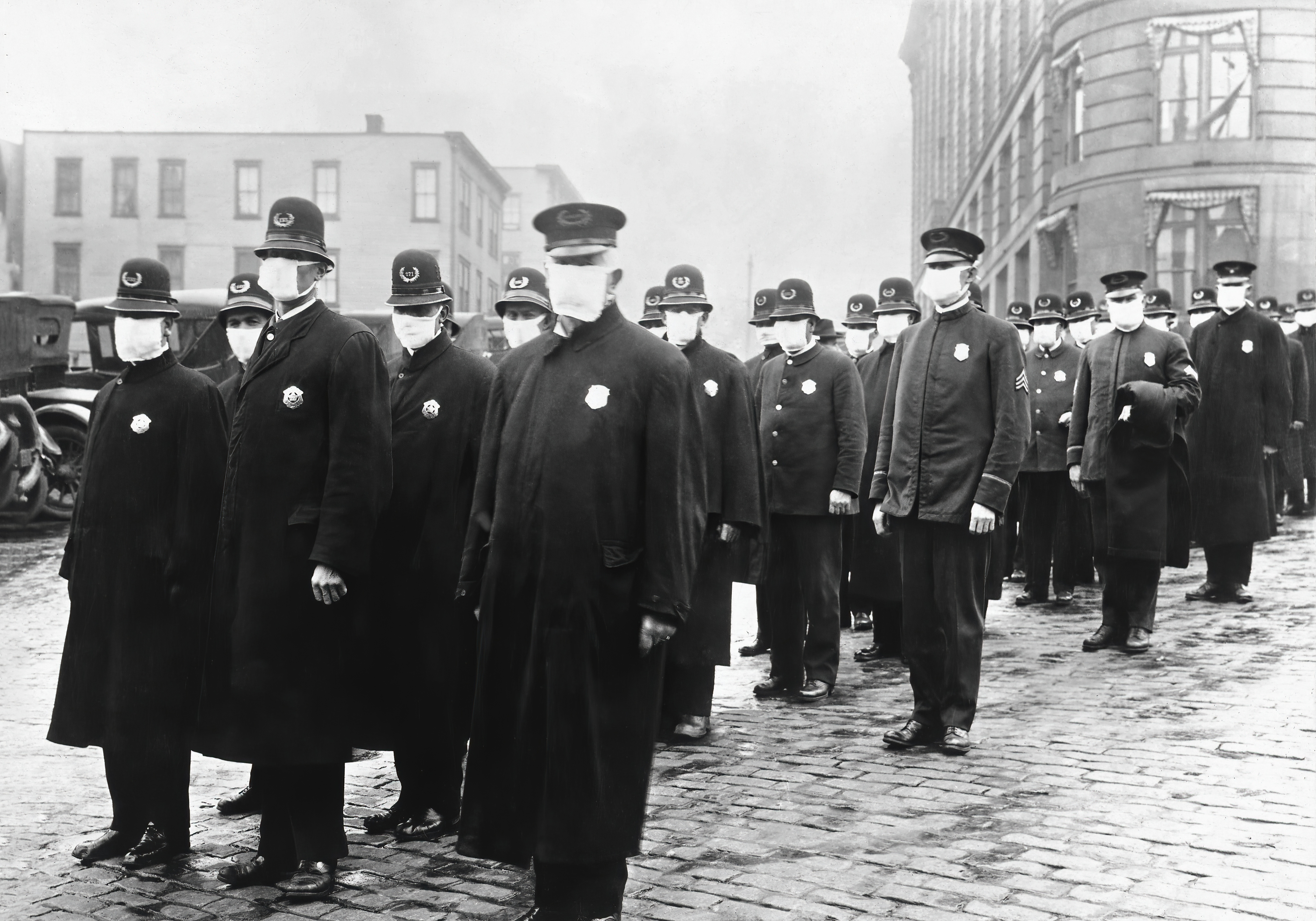
Poliziotti di Seattle durante l'epidemia di Spagnola, dicembre 1918

Negli Stati Uniti circa il 28% di una popolazione di 103 milioni è stata infettata e, tra questi, dai 500 000 a 675 000 sono morti, di cui 43 000 militari mobilitati per la prima guerra mondiale. L'impatto fu così profondo da deprimere l'aspettativa di vita media negli Stati Uniti di oltre dieci anni. In Canada morirono circa 55 000 persone su 8 158 000. In Brasile ebbero un esito infausto da 180 000 a 300 000 persone, incluso il presidente Francisco de Paula Rodrigues Alves. Nel Regno Unito i decessi furono 250 000, in Germania circa 426 000, in Francia più di 400 000.  L'impatto dell'epidemia fu enorme anche nell'Europa Orientale: in Polonia si stimano dai 60 000 ai 130 000 morti, nel Regno di Bulgaria 80 000, nei territori del Regno di Serbia 180 000, nel Regno di Romania 160 000. La Grecia stimò la morte di 120 000 persone. L'epidemia non risparmiò nemmeno il Nord Europa: 20 000 persero la vita in Finlandia (su circa 210 000 contagiati), 37 500 in Svezia, 15 000 in Norvegia, 18 000 in Danimarca. La Svizzera registrò 25 000 morti, i Paesi Bassi 38 000. In Belgio i dati sono incerti: le stime più avvalorate contano dai 30 000 ai 80 000 morti. Alcuni testi parlano anche di morti superiori alle 200 000 unità ma non ci sono mai state conferme.
Anche la penisola iberica ebbe un numero importante di decessi: 138 000 circa in Portogallo e oltre 200 000 in Spagna.
Un'epidemia influenzale diffusasi nell'Africa occidentale uccise almeno 100 000 persone in Ghana. Tafari Makonnen (il futuro Haile Selassie, imperatore dell'Etiopia) fu uno dei primi etiopi a contrarre l'influenza, ma riuscì a sopravvivere; tuttavia molti dei membri della sua famiglia non ce la fecero. Le stime dei decessi avvenuti nella capitale Addis Abeba, variano da 5 000 a oltre 10 000. Nella Somalia Britannica (oggi Somaliland) un funzionario stimò che il 7% della popolazione nativa morì. Il continente Africano fu colpito duramente da nord a sud: in Egitto si registrarono circa 138 000 morti, 90 000 in Madagascar, 40 000 in Senegal, 150 000 in Kenya. Nigeria, Sudafrica e Tanzania pagarono un pesante numero di deceduti, rispettivamente 455 000, 300 000 e 350 000 morti. Le fonti governative registrarono in Congo Belga circa 300 000 morti. La Francia contò almeno 20 000 persone decedute nell'isola di Reunion.
L'America Latina non fu risparmiata. Oltre al già citato Brasile ci fu un enorme impatto anche in Messico dove non sopravvissero dalle 440 000 alle 500 000 persone. In Argentina dati incerti parlano di almeno 30 000 morti, 52 000 in Perù, 43 000 in Cile, 25 000 in Venezuela. L'area dei Caraibi e del Centro America non scamparono alla malattia: Cuba stimò circa 30 000 morti, 48 000 in Guatemala.
Il continente sicuramente più colpito però fu sicuramente quello asiatico. Oltre ai già citati dati di Giappone, India Britannica, Iran e Indonesia il morbo fece stragi in Afghanistan (320 000 morti), Filippine (93 000), Penisola Coreana (140 000) e a Formosa (attuale Taiwan) dove persero la vita circa 40 000 persone.
Una situazione non ben chiara si riscontrò nell'Impero russo, in piena Rivoluzione Russa, dove i dati ufficiali parlano di 450 000 decessi. Se fosse veritiero, la mortalità si attesterebbe attorno allo 0,4%, la più bassa in Europa. Uno studio approfondito ritiene improbabile questo scenario, data la Guerra Civile in corso e il conseguente crollo delle basi della vita quotidiana, sostenendo che la mortalità si avvicinasse di più al 2% (circa 2 700 000 morti).

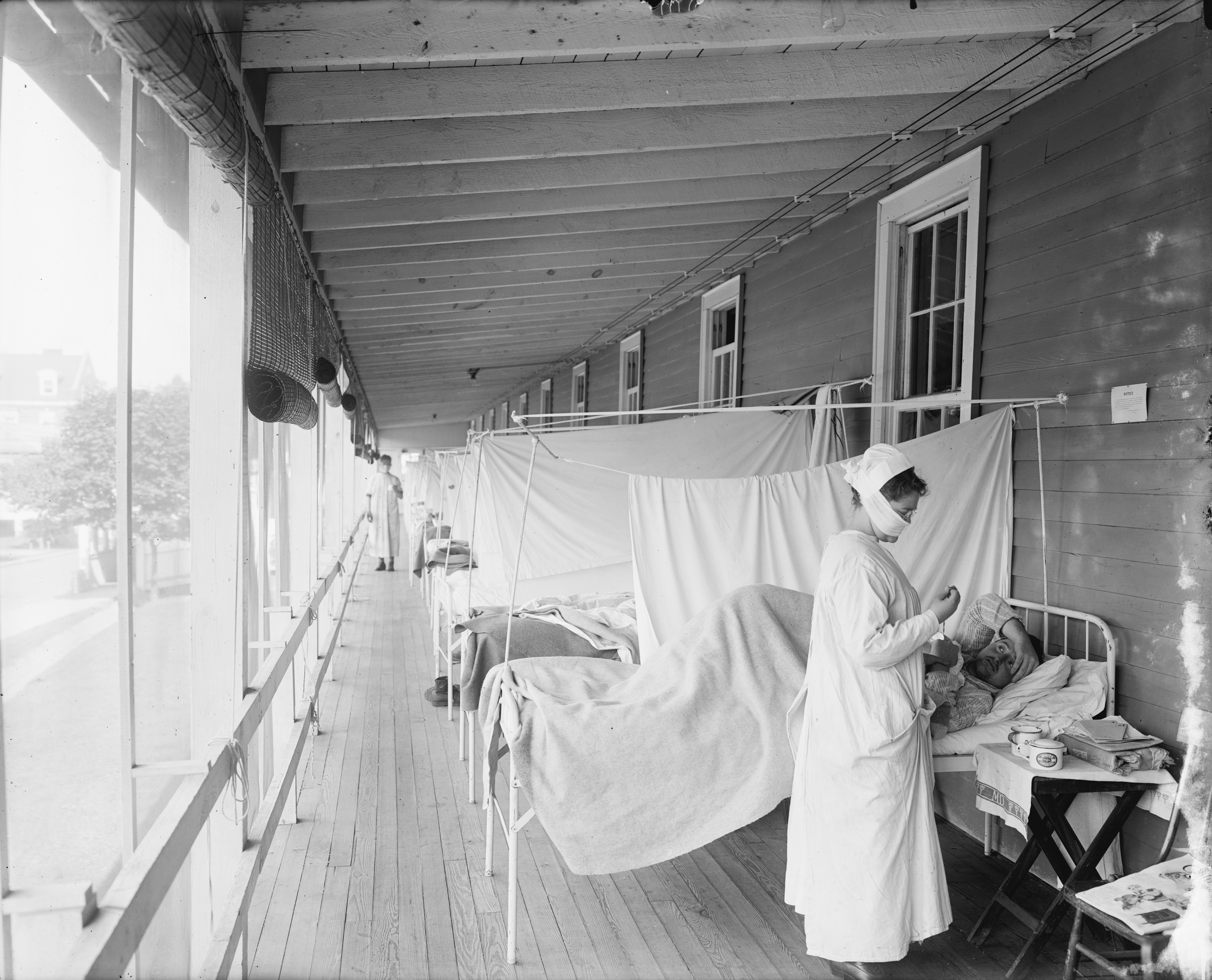
Ospedale a Washington, D.C., 1918/1919

Questo enorme numero di decessi fu dovuto a un tasso di attacco estremamente alto, che arrivava anche oltre il 50% della popolazione suscettibile, e dall'estrema severità dei sintomi, alcuni dei quali si ritiene fossero stati causati da una tempesta di citochine. Nel 1918 le conoscenze sui virus erano limitate e inizialmente l'influenza fu diagnosticata erroneamente come batterica, dovuta al bacillo Pfeiffer, oggi noto come Haemophilus influenzae. Nel 1918 in America molte speranze di cura si poggiavano su vaccini sviluppati partendo dal bacillo Pfeiffer, di cui molti rapporti medici descrivevano l'efficacia. Già dal 1919 molti ricercatori avevano notato sia che alcuni sintomi non erano compatibili con un'infezione dal bacillo Pfeiffer, sia che si riusciva a isolare il bacillo solo in una piccola percentuale di deceduti per la spagnola, sia che l'efficacia dei vaccini Pfeiffer era scarsa. Veniva anche ampiamente somministrata aspirina a regimi ora noti per essere potenzialmente tossici, anche 1 grammo ogni ora, in grado di favorire l'edema polmonare e la polmonite batterica. Un osservatore scrisse: "Una delle più sorprendenti complicanze è stata l'emorragia delle mucose, in particolare del naso, dello stomaco e dell'intestino, oltre che dal sanguinamento dalle orecchie e delle emorragie petecchiali nella pelle". La maggior parte dei decessi fu attribuita alla polmonite batterica, un'infezione secondaria opportunistica frequentemente associata all'influenza; tuttavia il virus uccise i malati anche direttamente, causando enormi emorragie ed edema nei polmoni. Alcuni studi hanno dimostrato che il virus fu particolarmente letale anche perché innescava una tempesta di citochine, che può risultare più grave nei sistemi immunitari più forti caratteristici dei giovani adulti.
La malattia, insolitamente grave, uccise in alcune aree fino al 20% di coloro che la contrassero, a differenza del solito tasso di letalità delle tipiche influenze stagionali, che si attesta sullo 0,1%.

### Mortalità per età, sesso, condizioni sociali

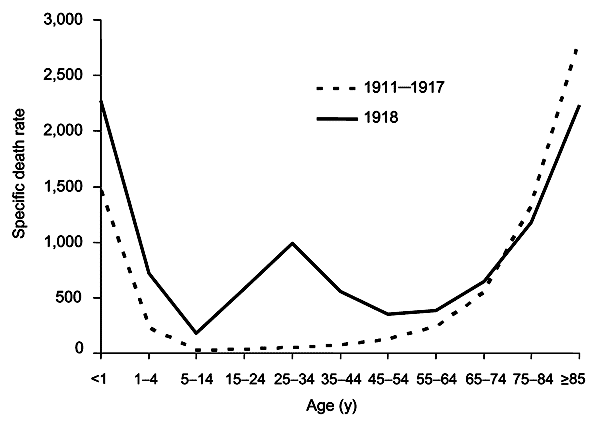
Differenza tra la mortalità influenzale secondo le varie età tra l'epidemia del 1918 e le precedenti epidemie. Decessi per 100000 persone in ogni fascia di età, Stati Uniti, per gli anni interpandemici 1911-1917 (linea tratteggiata) e l'anno pandemico 1918 (linea continua).

Le grandi disparità nei tassi di mortalità attribuiti alla Spagnola rimangono sconcertanti e sono state oggetto di molti studi.
La pandemia, in molte aree geografiche, per lo più uccise giovani adulti. Tra il 1918 e il 1919, il 99% dei decessi per influenza pandemica negli Stati Uniti ha riguardato persone sotto i 65 anni e in particolare, nella quasi metà dei casi, giovani di età compresa tra i 20 e i 40 anni. Nel 1920, il tasso di mortalità tra le persone sotto i 65 anni risultava diminuito di sei volte e di circa la metà nelle persone sopra i 65 anni, ma il 92% dei decessi si verificava comunque in soggetti di età inferiore ai 65 anni. Ciò è inusuale, poiché normalmente l'influenza risulta più mortale per gli individui deboli, come i bambini (di età inferiore ai due anni), gli anziani (oltre i 70 anni) e gli immunocompromessi. Nel 1918 gli anziani potrebbero aver beneficiato di una parziale protezione ereditata dall'esposizione alla pandemia influenzale del 1889-1890, conosciuta come "influenza russa".
Il modello attualmente proposto per spiegare la curva di mortalità per fasce di età (curva a "W") della pandemia del 1918 si basa sull'esposizione aggregata delle varie coorti di nascita ai diversi virus pandemici e stagionali in circolazione prima della polmonite. In altre parole: dal 1830 al 1847 sarebbe circolato un virus H1N1; tra il 1847 e il 1889, un virus H1N8; dal 1889 al 1900, un virus H3N8; dal 1900 al 1918, un virus H1N8. In queste circostanze, la coorte di coloro che nacquero dopo il 1889 avrebbe meno protezione contro il virus del 1918, poiché, durante la loro infanzia, sarebbero stati esposti a un virus H3N8 (immunità eterosubitica per H3 e N8). È, infatti, in questa coorte che è stato osservato il picco di mortalità in eccesso durante la pandemia di influenza polmonare. A loro volta, i nati dopo il 1900 avrebbero una protezione intermedia, a causa dell'esposizione infantile al virus H1N8 (immunità omosubtipica per H1 e eterosubtipica per N8). Al contrario, la coorte di bambini nati dopo il 1830 sarebbe la migliore protezione contro il virus del 1918, a causa dell'esposizione infantile a un ceppo omosubitipico per H1 e N1, corrispondente alla bassa mortalità durante la pandemia. Oltre alle basi virologiche che cercano di spiegare la curva a W e la mortalità insolitamente alta tra i giovani adulti osservata durante la pandemia di influenza del 1918, possiamo ancora trovare giustificazione nel movimento di truppe mobilitate per la guerra, costituito da gruppi di età lavorativa, e nella loro esposizione a precarie condizioni alimentari e sanitarie, armi chimiche e lo stress della guerra, diventando così più suscettibile alla malattia e alle sue complicanze. D'altro canto, campi militari sovraffollati e ospedali e la vicinanza a campi di addestramento, alloggi e scenari di guerra hanno favorito anche la rapida trasmissione della malattia in una definita fascia di età e le prove di una curva a W della mortalità età-specifica in paesi neutrali come la Spagna sono scarse.
La diffusa convinzione che la pandemia abbia colpito ricchi e poveri in ugual modo è solo parzialmente vera. Le classi più povere erano più fragili, considerando le condizioni di vita, igiene e salute. Alcuni studi hanno individuato una correlazione positiva tra il tasso di mortalità per polmonite e Spagnola e analfabetismo.
Studi sull'impatto della Spagnola sulle diverse etnie evidenziano ad esempio negli USA che la popolazione afroamericana aveva una morbilità inferiore, ma un tasso di letalità più elevato rispetto alla popolazione bianca. Le ragioni della minore morbilità tra la popolazione nera rimangono poco chiare. I risultati possono implicare che gli afroamericani avevano un rischio minore di sviluppare la malattia per fattori legati all'esposizione ma, quando si ammalavano, avevano un rischio maggiore di morire.
La Spagnola ha colpito più gli uomini che le donne. Negli USA la differenza tra tasso di mortalità per influenza e polmonite (tranne la polmonite del neonato) era 38 per 100 000 nel 1917 e 13 per 100 000 nel 1919. Secondo lo storico John M. Barry, i più vulnerabili di tutti furono le donne incinte, asserendo che secondo i dati rilevati in tredici studi su donne ospedalizzate durante la pandemia, il tasso di mortalità era compreso tra il 23% e il 71%. Delle donne incinte sopravvissute al parto, oltre un quarto (26%) perse il bambino.

### L'impatto delle condizioni climatiche
Diversi studi hanno dimostrato che il sistema immunitario delle vittime della Spagnola è stato indebolito da condizioni climatiche avverse che sono state anomalmente fredde e umide per lunghi periodi di tempo durante la durata della pandemia. Ciò ha colpito soprattutto le truppe della prima guerra mondiale esposte a piogge incessanti e temperature inferiori alla media per tutta la durata del conflitto, e soprattutto durante la seconda ondata della pandemia. Dati climatici ad altissima risoluzione in combinazione con dati di mortalità altamente dettagliati, analizzati presso Harvard University e il Climate Change Institute presso University of Maine, hanno identificato una grave anomalia climatica che ha avuto un impatto sull'Europa dal 1914 al 1919, con diversi indicatori ambientali che influenzano direttamente la gravità e la diffusione della pandemia. In particolare, un aumento significativo delle precipitazioni colpì tutta l'Europa durante la seconda ondata di pandemia, da settembre a dicembre 1918. I dati sulla mortalità seguono di pari passo il concomitante aumento delle precipitazioni e la diminuzione delle temperature. Sono state proposte diverse spiegazioni per questo, incluso il fatto che temperature più basse e aumento delle precipitazioni hanno fornito le condizioni ideali per la replicazione e la trasmissione del virus, influenzando anche negativamente il sistema immunitario dei soldati e di altre persone esposte alle intemperie, un fattore che è dimostrato di aumentare la probabilità di infezione sia da virus che da comorbilità pneumococcica documentata in un'ampia percentuale di vittime della pandemia (un quinto di loro, con un tasso di mortalità del 36%). Un'anomalia climatica di sei anni (1914-1919) portò in Europa aria fredda e marina (dal nord-ovest dell'Altlantico), modificandone drasticamente il tempo atmosferico, come documentato da resoconti di testimoni oculari e registrazioni strumentali, arrivando fino alla Campagna di Gallipoli, in Turchia, dove le truppe ANZAC subirono temperature estremamente rigide nonostante il clima normalmente mediterraneo della regione. L'anomalia climatica probabilmente influenzò la migrazione dei vettori aviari H1N1 che contaminano i corpi idrici con i loro escrementi, raggiungendo tassi di infezione del 60% in autunno. L'anomalia climatica è stata associata a un aumento antropogenico delle polveri atmosferiche, a causa dei bombardamenti incessanti del conflitto bellico; l'aumento della nucleazione dovuto alle particelle di polvere (Nuclei di condensazione) contribuì all'aumento delle precipitazioni.

### Le diverse ondate
Un fatto inconsueto fu che l'epidemia si diffuse in diverse ondate indipendenti dalle stagioni (per quanto riguarda l'emisfero settentrionale), mentre di solito l'influenza epidemica si diffonde in inverno.

Anche se il periodo e il numero di ondate della Spagnola non sono coerenti a livello globale, c'è un certo consenso nel ritenere che la pandemia, negli USA e altre nazioni, abbia avuto tre onde distinte: la primavera del 1918, l'autunno del 1918 e l'inverno del 1918-1919. Alcuni autori considerano anche, in alcuni paesi, una quarta ondata del 1920-1921.

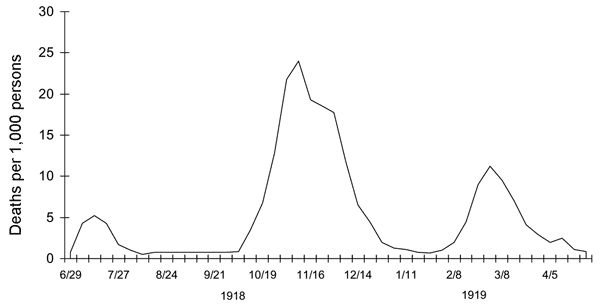
Tre ondate pandemiche: mortalità settimanale per influenza e polmonite, Regno Unito, 1918-1919

La seconda ondata della pandemia del 1918 fu molto più letale della prima. La prima ondata somigliava alle tipiche epidemie influenzali; i più a rischio furono coloro che erano anziani o già malati, mentre i più giovani e coloro che godevano di buona salute si riprendevano facilmente. Ma ad agosto, quando iniziò la seconda ondata in Francia, Sierra Leone e Stati Uniti, il virus era mutato in una forma molto più letale.
Questa maggiore letalità è stata attribuita alla situazione relativa alla prima guerra mondiale. Nella vita civile, la selezione naturale favorisce i ceppi di virus miti: quelli che si ammalano seriamente rimangono a casa, e coloro che sono solo lievemente malati continuano con le loro vite, diffondendo una malattia non grave. Nelle trincee, la selezione naturale risultava invertita: i soldati che avevano contratto una forma leggera rimasero dov'erano, mentre i malati gravi venivano inviati su treni affollati verso ospedali da campo altrettanto affollati, diffondendo il virus più letale. La seconda ondata iniziò così e l'influenza si diffuse rapidamente in tutto il mondo. Di conseguenza, durante le moderne pandemie, i ricercatori medici prestano attenzione quando il virus raggiunge i luoghi con assembramenti sociali alla ricerca di ceppi del virus più letali.

### Decimazione delle comunità

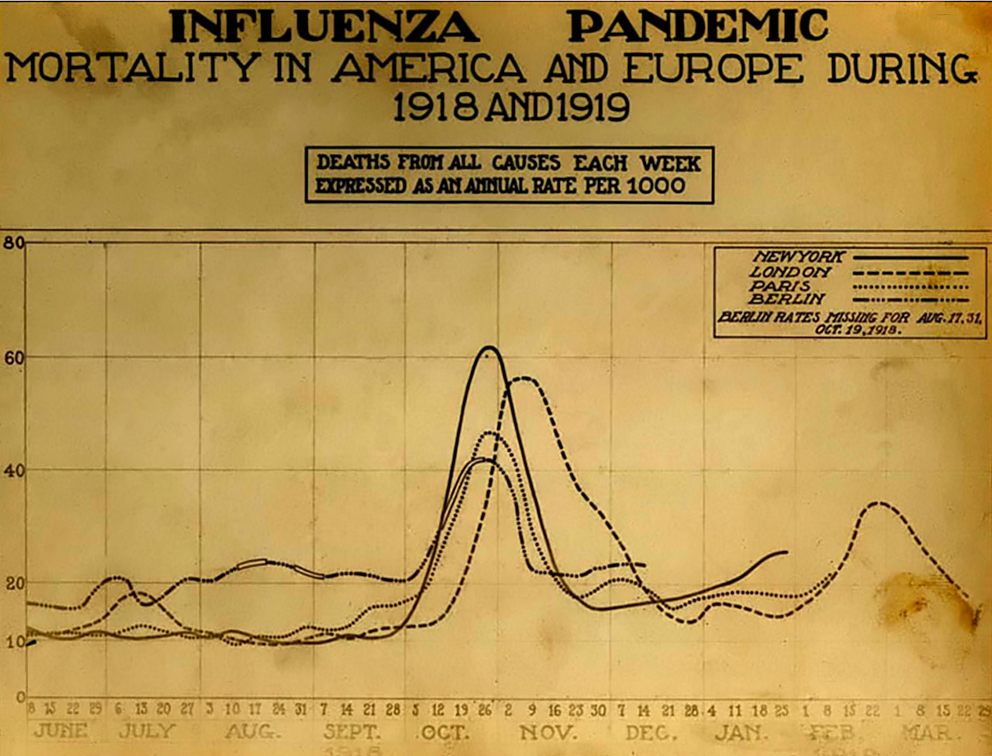
Un grafico che mostra il numero di decessi nelle principali città, con un picco tra ottobre e novembre 1918

Persino nelle aree in cui la mortalità si rivelò bassa, la vita di tutti i giorni andò incontro a grosse difficoltà. In molte città si assistette alla chiusura di molti negozi o alla richiesta ai clienti di restare all'esterno a inoltrare gli ordini. Vi furono diversi casi in cui gli operatori sanitari non potevano visitare gli ammalati e i necrofori seppellire i morti, poiché essi stessi erano ammalati. In molti luoghi vennero scavate fosse comuni con macchine a vapore in cui i corpi furono sepolti senza bara.
Diversi territori delle isole del Pacifico vennero particolarmente colpiti. La pandemia li raggiunse dalla Nuova Zelanda, la quale si dimostrò troppo lenta ad attuare misure atte a impedire alle navi che trasportavano l'influenza di lasciare i propri porti. Da qui, l'influenza raggiunse Tonga (uccidendo l'8% della popolazione), Nauru (16%) e Figi (5%, 9 000 persone).
Ancora più grave fu la situazione che si verificò nelle Samoa tedesche, oggi lo stato indipendente di Samoa, occupate dalla Nuova Zelanda nel 1914. Qui il 90% della popolazione venne contagiato; il 30% degli uomini adulti, il 22% delle donne adulte e il 10% dei bambini rimasero uccisi. Si stima che in Irlanda l'influenza spagnola fu responsabile del 10% di tutti i decessi avvenuti nel 1918 (circa 23 000 morti).
Le tribù native americane furono particolarmente colpite. Solo nell'area di Four Corners sono stati registrati 3.293 decessi tra i nativi. Intere comunità di villaggi sono scomparse in Alaska.
L'analisi dei dati ha rivelato che 6.520 morti vennero registrati nella contea di Savannah-Chatham, in Georgia (su una popolazione di 83 252 individui) durante il triennio che va dal 1º gennaio 1917 al 31 dicembre 1919. Di questi decessi, l'influenza venne specificamente indicata come causa in 316 casi, che rappresentano il 4,85% di tutte le cause di morte per tutto il periodo.

### Aree meno colpite
L'Impero austro-ungarico fece registrare un numero contenuto di vittime; in particolare, in Austria l'epidemia uccise 135 000 persone, in Ungheria 115 000 e in Bosnia 10 000, per un totale di 260 000 morti nell'Impero.

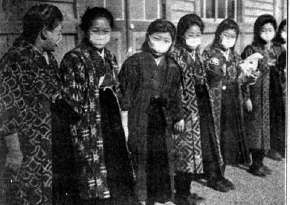
Scolaresca femminile con maschere protettive durante l'epidemia del 1919 a Tokyo

In Giappone, nel luglio 1919, vennero attribuiti 257 363 decessi all'influenza, con un tasso di mortalità stimato dello 0,425%, un dato molto basso rispetto a quasi tutti gli altri paesi asiatici per i quali sono disponibili dati. Il governo giapponese limitò radicalmente i viaggi marittimi da e verso le isole di origine della pandemia. Le vittime totali furono circa 388 000.
Basso il numero di vittime anche in Australia, dove morirono quasi 12 000 persone.
Nel resto del Pacifico, l'influenza fu tenuta lontana dalle Samoa Americane grazie all'intervento del governatore John Martin Poyer, che impose un blocco. In Nuova Zelanda, 8573 morti vennero attribuiti alla Spagnola, con un tasso di mortalità totale dello 0,77%.. La colonia francese della Nuova Caledonia riuscì a prevenire l'arrivo dell'influenza grazie all'adozione di efficaci sistemi di quarantena, arrivando a non contare alcun decesso tra i propri abitanti.
In Europa l'Islanda registrò 484 deceduti.
In America Latina basso fu il numero di vittime in Costa Rica (2 300) e Paraguay (2 000).
La remota isola di Marajó, alla foce del Rio delle Amazzoni, in Brasile, non ebbe nessun riscontro dell'epidemia.
Anche nell'isola di Sant'Elena non si registrarono decessi.
In Palestina, che all'epoca aveva una popolazione di circa 400 000 abitanti, il morbo si diffuse poco poiché la maggior parte della popolazione era rurale e la densità era molto bassa. Nel 1920, dopo i grandi focolai esplosi nel resto del mondo, gli abitanti erano chiamati ancora a rispettare rigide regole di cura e igiene personale. Oltre alla pulizia della biancheria da letto e degli utensili domestici, gli infetti dovevano essere isolati immediatamente e dovevano essere comunicati alle autorità competenti. Secondo i rapporti di quel periodo, il numero di vittime nelle città fu relativamente basso rispetto al resto del globo. È noto che Israel Giladi, uno dei membri guida dell'organizzazione HaShomer, morì nell'ottobre del 1918 a causa del virus.
Le stime della mortalità in Cina sono state ampiamente dibattute, riflettendo una scarsa raccolta dati da parte delle autorità sanitarie dello stato. Un primo studio effettuato da Patterson e Pyle nel 1991 stimerebbe un numero di vittime tra i 5 e i 9 milioni. Questo studio è stato successivamente criticato per una metodologia imperfetta. Report successivi, basandosi sul fatto che la Cina avesse all'epoca scarse vie di comunicazione (e quindi basse probabilità di diffondere la malattia) e sui dati completi forniti dalle città portuali di Hong Kong, Canton e Shanghai (all'epoca controllate dagli Inglesi), suggeriscono una cifra di decessi intorno a 1 300 000. Se era vero che mancavano le cartelle cliniche della grande maggioranza del territorio cinese, le città portuali avevano registrato ampi dati medici che mostravano tassi di mortalità sorprendentemente bassi rispetto ad altre città asiatiche. Hong Kong e Canton mostrarono un tasso di mortalità rispettivamente dello 0,25% e dello 0,32%, molto inferiore rispetto ad altre città come Bombay o Calcutta dove l'epidemia fu devastante. Tuttavia alcuni rapporti postali interni, così come report di medici missionari, suggerivano che il morbo era comunque riuscito a penetrare in tutta la Cina e che la situazione era molto grave in alcune località rurali. Prendendo in considerazione i dati nel suo insieme, è stata trovata validità sulla mortalità della Spagnola in Cina in una cifra vicina all'1% (comunque molto inferiore alla media mondiale attestata intorno al 3-5%).

### Sul fronte italiano
In Italia si stima che le vittime furono almeno 600 000, con un'incidenza di circa l'1,5% della popolazione di quasi 40 milioni di abitanti.
Il primo allarme venne lanciato a Sossano (Vicenza) nel settembre del 1918, quando il capitano medico dirigente del Servizio sanitario del secondo gruppo reparti d'assalto invitò il sindaco a chiudere le scuole per una sospetta epidemia di tifo. La prima interrogazione parlamentare rimonta al 3 ottobre 1918 e riguarda la diffusione del contagio tra gli allievi della scuola meccanici di Castellammare.

### Vittime illustri
Oltre a Francisco de Paula Rodrigues Alves, furono stroncati dall'influenza Umberto di Savoia-Aosta, Erik di Svezia, lo scrittore Federigo Tozzi, il poeta Guillaume Apollinaire, il drammaturgo Edmond Rostand, l'economista Max Weber, il rivoluzionario russo Jakov Michajlovič Sverdlov, il pittore Egon Schiele e due dei veggenti di Fatima, i fratellini Francisco Marto e Jacinta Marto e il sultano Mehmet V.

### Fine della pandemia
Anche i dati sul termine della pandemia sono incerti. Dopo la letale seconda ondata avvenuta verso la fine del 1918, il numero di nuovi casi diminuì bruscamente, fin quasi ad annullarsi. A Filadelfia, per esempio, ci furono 4 597 morti nella settimana che terminò il 16 ottobre, ma già l'11 novembre l'influenza era pressoché scomparsa da tutta la città. Una spiegazione per il rapido declino della letalità della malattia potrebbe essere che i medici erano riusciti a migliorare la prevenzione e la cura della polmonite che si sviluppava dopo che le vittime avevano contratto il virus; tuttavia non tutti i ricercatori concordano con tale teoria.
Un'altra ipotesi è che il virus del 1918 abbia subito una mutazione rapida verso una forma meno letale, evento comune nei virus patogeni, poiché gli ospiti dei ceppi più pericolosi tendono a estinguersi.